# Деруа, Эмиль
Эмиль Деруа (фр. Émile Deroy; 19 января 1820, Париж — 10 мая 1846, Париж) — французский художник.

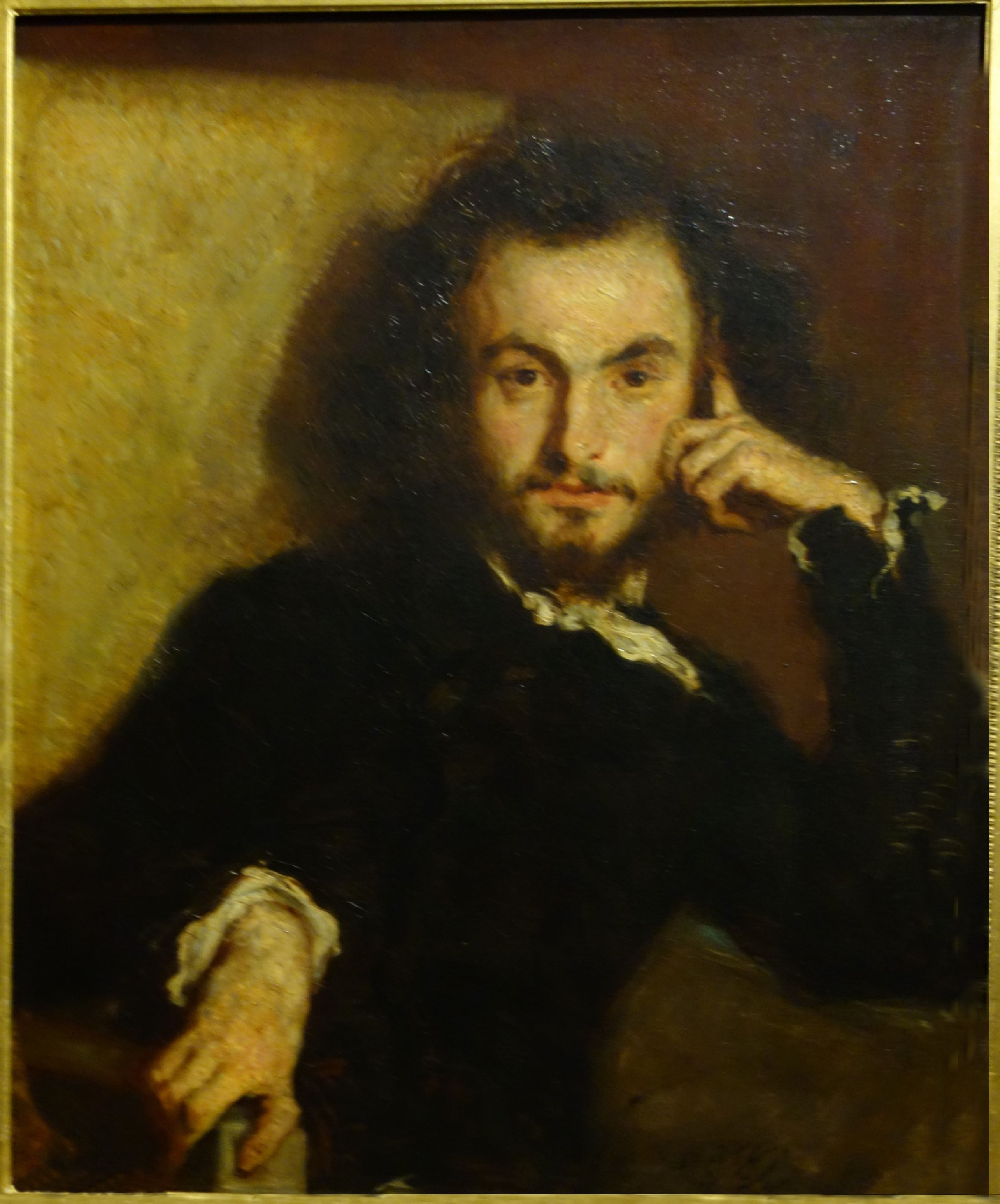
Портрет Бодлера (1844)

О жизни Эмиля Деруа известно немного. Он был сыном литографа Исидора Деруа. Живописи учился у Делакруа. Был близким другом Бодлера и Теодора де Банвиля. Они проводили немало времени втроём и, по всей видимости, оказывали взаимное влияние друг на друга. В течение своей краткой жизни Деруа был заметной фигурой в кругах романтиков, однако его творчество не выходило за рамки портретного жанра.

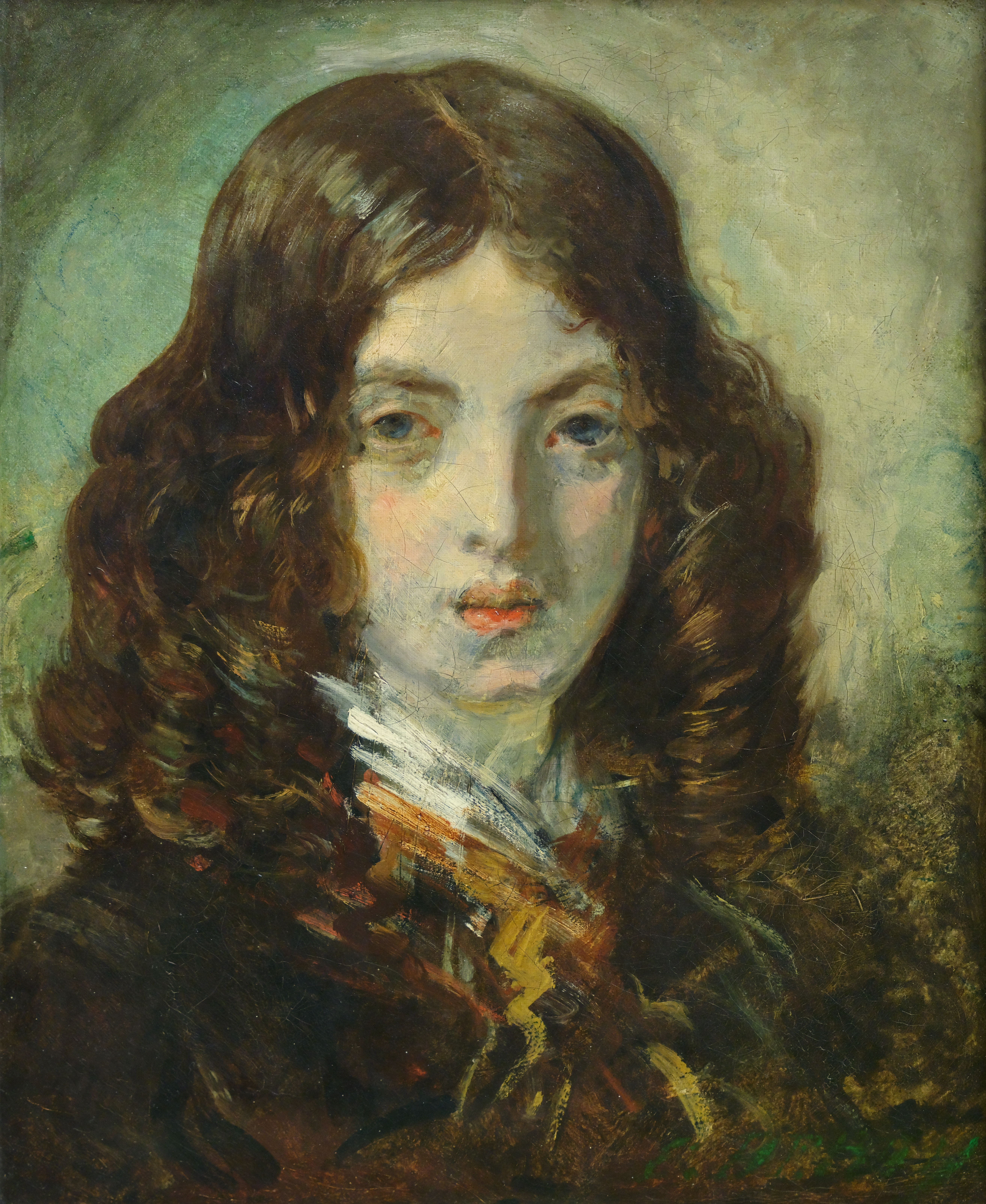
Рыжая нищенка (между 1843 и 1845)

Самое известное произведение Эмиля Деруа — портрет Бодлера, написанный им в 1844 году. На нём Бодлер предстаёт молодым денди с пышными волосами и тонкими чертами лица. В этой работе Деруа отчасти предвосхитил искания более поздних художников, в частности, Сезанна и экспрессионистов. Портрет находится в Национальном музее Версаля.
Ещё одна известная картина Деруа — «Рыжая нищенка» (фр. La petite mendiante rousse). Портрет выполнен небрежными пастозными мазками; в цветовой гамме чувствуется влияние Делакруа. Изображённая на нём девушка была хорошо знакома Деруа, Бодлеру и Банвилю: они часто встречали её на Елисейских полях, где она зарабатывала на жизнь пением и проституцией. Её образ вдохновлял также Бодлера и Банвиля: оба поэта написали о «рыжей нищенке» по стихотворению. Незадолго до смерти Деруа подарил картину Банвилю; в настоящее время она находится в Лувре.